# Список приходов епархии Святого Климента в Саратове
 Список приходов епархии Святого Климента в Саратове — в данной статье содержится список приходов католической епархии святого Климента в Саратове. В настоящее время епархия Св. Климента состоит из 56 приходов, расположенных в 20 субъектах Российской Федерации.

## Список приходов
Перечень приходов составлен в алфавитном порядке населённых пунктов.
| №   | Название прихода                                | Месторасположение                                                              | Примечания |  |
| --- | ----------------------------------------------- | ------------------------------------------------------------------------------ | --- |  |
| 1.  | Приход Свв. Григория и Василия                  | Сочи, Адлер                                                                    | обслуживается священником из Прихода Св. Апостолов Симона и Фаддея Центрального района Сочи                                                                   |  |
| 2.  | Приход Св. Марка Евангелиста                    | Азов                                                                           | обслуживается священником из Таганрога |  |
| 3.  | Приход Успения Богородицы                       | Башкортостан, Благоварский район, Алексеевка, ул. Интернациональная, 5         | |  |
| 4.  | Приход Св. Ядвиги и Св. Либория                 | Анапа, ст. Анапская, ул. Ленинградская, 56                                     | Настоятелем прихода является о. Даниэль Радзишевский |  |
| 5.  | Приход Св. Иоанна Крестителя                    | Армавир                                                                        | обслуживается священником из Краснодара |  |
| 6.  | Приход Успения Пресвятой Богородицы             | Астрахань, ул. Победы, 3                                                       | В приходе работают монахи из монашеского ордена францисканцев и монахини из конгрегации «Семья Мириам»                                                        |  |
| 7.  | Приход Св. Креста и Св. Станислава              | Батайск, пер. Цветочный, 22                                                    | обслуживается священником из Ростова-на-Дону |  |
| 8.  | Приход свв. Апостолов Петра и Павла             | Белгород                                                                       | обслуживается священником из Воронежа |  |
| 9.  | Приход Благовещения                             | Кабардино-Балкария, Прохладненский район, с. Благовещенка, ул. Октябрьская, 14 | В Благовещенке находится монастырь монахинь из конгрегации «Сёстры святого Иоанна»                                                                            |  |
| 10. | Приход Пресвятого Сердца Иисуса                 | Оренбургская область, c. Блюменталь                                            | обслуживается священником из Оренбурга |  |
| 11. | Приход Св. апостолов Петра и Павла              | Оренбургская область, Бугуруслан, ул. Элеваторная, 9а                          | обслуживается священником из Тольятти |  |
| 12. | Приход Св. Максимилиана Кольбе                  | Калмыкия, Весёлое                                                              | обслуживается священником из Элисты |  |
| 13. | Приход Вознесения Иисуса Христа                 | Северная Осетия, Владикавказ, ул. Гаппо Баева, 14                              | |  |
| 14. | Приход Святого Николая                          | Волгоград, ул. Пражская, 14                                                    | В приходе работают монахи из монашеского ордена вербистов, монахини из конгрегации сестёр Премонстраток и члены конгрегации «Ассоциация Иоанна XXIII»         |  |
| 15. | Приход Св. Семейства и бл. Болеславы            | Волгодонск, ул. Черникова, 1                                                   | |  |
| 16. | Приход Богоматери Скорбящей                     | Волгоградская область, Волжский                                                | обслуживается священником из Волгограда |  |
| 17. | Приход Пресвятой Девы Марии Заступницы          | Воронеж, ул. Красноармейская, 36                                               | В приходе работают монахи из монашеского ордена капуцинов |  |
| 18. | Приход Пресвятого Сердца Иисуса                 | Ставропольский край, Георгиевск, ул. Карла Маркса, 7                           | |  |
| 19. | Приход Св. Антония Падуанского                  | Калмыкия, Городовиковск                                                        | обслуживается священником из Элисты |  |
| 20. | Приход Рождества Богородицы                     | Чечня, Грозный                                                                 | в настоящее время не обслуживается |  |
| 21. | Приход Воздвижения Святого Креста               | Татарстан, Казань                                                              | В приходе работают монахини из конгрегации «Служительницы Господа и Матери Матары»                                                                            |  |
| 22. | Приход Св. Терезы Младенца Иисуса               | Волгоградская область, Камышин, ул. Лазарева, 46                               | |  |
| 23. | Приход Св. Терезы Младенца Иисуса               | Ставропольский край, Кисловодск                                                | обслуживается священником из Пятигорска |  |
| 24. | Приход Св. Розария Божией Матери и Св. Варвары  | Краснодар, ул. 40 лет Победы,172                                               | В приходе работают монахини из конгрегации «Сёстры служительницы Иисуса в Евхаристии»                                                                         |  |
| 25. | Приход Св. Кирилла и Мефодия                    | Сочи, Лазаревское, ул. Калараша, 111                                           | обслуживается священником из Туапсе |  |
| 26. | Приход Иисуса Милосердного и бл. Фаустины       | Краснодарский край, Ленинградская                                              | обслуживается священником из Ростова-на-Дону |  |
| 27. | Приход Христа Царя                              | Саратовская область, Маркс, ул. Куйбышева, 216                                 | При приходе находится женский монастырь конгрегации «Сёстры служительницы Иисуса в Евхаристии»                                                                |  |
| 28. | Приход Св. Терезы Младенца Иисуса               | Дагестан, Махачкала                                                            | в настоящее время не обслуживается |  |
| 29. | Приход Св. Рафаила Архангела                    | Татарстан, Набережные Челны                                                    | обслуживается священником из Казани |  |
| 30. | Приход Св. Иосифа                               | Кабардино-Балкария, Нальчик                                                    | В приходе работают монахини из конгрегации «Миссионерки Любви» (сёстры Матери Терезы)                                                                         |  |
| 31. | Приход Св. Семейства                            | Ставропольский край, Невинномысск                                              | обслуживается священником из Пятигорска |  |
| 32. | Приход Божьего Милосердия                       | Ставропольский край, Новопавловск                                              | обслуживается священником из Пятигорска |  |
| 33. | Приход Христа Спасителя                         | Оренбургская область, Новотроицк                                               | обслуживается священником из Орска |  |
| 34. | Приход Успения Пресвятой Девы Марии             | Ростовская область, Новочеркасск, ул. Просвещения, 143                         | В приходе работали монахини из конгрегации «Конгрегация Иисуса». На данный момент настоятелем храма является о. Мацей Русецки OP (доминиканец)                |  |
| 35. | Приход Пресвятой Богородицы Лорентанской        | Оренбург, ул. 8 марта, 24                                                      | В приходе работают монахини из конгрегации «Служительницы Богородицы Девы Непорочного Зачатия» и монахи из монашеского ордена редемптористов.                 |  |
| 36. | Приход Божьей Матери Неустанной Помощи          | Оренбургская область, Орск, ул. Нефтяников, 1г                                 | В приходе работают монахини из конгрегации «Община сестёр святого Семейства из Назарета» и монахи из монашеского ордена редемптористов                        |  |
| 37. | Приход Успения Богородицы                       | Самарская область, Отрадный, ул. Чапаевская, 23                                | |  |
| 38. | Приход Непорочного Зачатия Пресвятой Девы Марии | Пенза, ул. Московская, 23а                                                     | В настоящее время Богослужения проводятся в Субботу и в Воскресенье.                                                                                          |  |
| 39. | Приход Св. Семейства                            | Кабардино-Балкария, Прохладный, ул. Братьев Мельниковых, 9                     | |  |
| 40. | Приход Преображения Господня                    | Ставропольский край, Пятигорск, ул. Анисимова, 1                               | В приходе работают монахини из конгрегации «Сёстры Миссионерки Клариски Святейшего Таинства»                                                                  |  |
| 41. | Приход Тайной Вечери                            | Ростов-на-Дону, пер. Ставропольский, 1                                         | В приходе работают монахини из конгрегации «Малые сёстры Непорочного Сердца Марии» и монахи из монашеского ордена салезианцев.                                |  |
| 42. | Приход Пресвятого Сердца Иисуса                 | Самара, ул. Фрунзе, 157                                                        | В приходе работают монахини из конгрегации «Служительницы Богородицы Девы Марии Непорочного Зачатия» и монахи из монашеского ордена салезианцев               |  |
| 43. | Приход Св. Климента                             | Саратов, ул. Мичурина, 160/164                                                 | Кафедральный собор. В приходе работают монахини из конгрегаций «Сёстры Миссионерки Клариски Святейшего Таинства» и «Сёстры служительницы Иисуса в Евхаристии» |  |
| 44. | Приход Св. Михаила Архангела                    | Краснодарский край, Семёновский хутор                                          | Приход упразднён |  |
| 45. | Приход Св. апостолов Фаддея и Симона            | Краснодарский край, Сочи, ул. Параллельная, 11                                 | В приходе работают монахини из конгрегации «Сёстры Пресвятой Девы Лоретанской»                                                                                |  |
| 46. | Приход Преображения Господня                    | Ставрополь                                                                     | |  |
| 47. | Приход Божьей Матери Неустанной Помощи          | Саратовская область, Марксовский район, с. Степное                             | обслуживается священником из Маркса |  |
| 48. | Приход Св. Херувимов и Серафимов                | Самарская область, Сызрань, пер. Волжский (по ул. Советской, 133)              | обслуживается священником из Ульяновска |  |
| 49. | Приход Пресвятой Троицы                         | Ростовская область, Таганрог, ул. Александровская, 135                         | В приходе работают монахини из конгрегации «Кармелитки Божественного Сердца Иисуса». Настоятелем прихода является о. Рауль Цеферино Апаричио.                 |  |
| 50. | Приход Воздвижения Святого Креста               | Тамбов, ул. Кронштадтская, 14а                                                 | В приходе работают монахини из конгрегации «Община сестёр святого Доминика» и монахи из монашеского ордена вербистов.                                         |  |
| 51. | Приход Фатимской Божьей Матери                  | Тольятти                                                                       | В приходе работают монахини из конгрегации «Община сестёр святого Семейства из Назарета» и монахи из монашеского ордена редемптористов                        |  |
| 52. | Приход Св. апостолов Петра и Павла              | Туапсе, ул. Дзержинского, 40                                                   | В приходе работают монахини из конгрегации «Сёстры Матери Божией Лоретанской»                                                                                 |  |
| 53. | Приход Воздвижения Святого Креста               | Ульяновск, ул. Зои Космодемьянской, 29                                         | В приходе работают монахини из конгрегации «Служительницы Господа и Божией Матери Матары»                                                                     |  |
| 54. | Приход Возвижения Святого Креста                | Уфа                                                                            | |  |
| 55. | Приход Фатимской Божьей Матери                  | Шахты, ул. Маяковского 53                                                      | Приход окормляет настоятель из г. Новочеркасска о. Мачей Русецкий OP                                                                                          |  |
| 56. | Приход Св. Франциска Ассизского                 | Калмыкия, Элиста, ул. Клыкова, 78                                              | В городе также действует Центр реабилитации детей-инвалидов конгрегации «Ассоциация Иоанна XXIII»                                                             |  |